# Ignazio Giuseppe Bertola
Pour les articles homonymes, voir Bertola.
Ignazio Giuseppe Roveda devenu après son adoption Ignazio Giuseppe Bertola Roveda, comte d'Exilles (né en 1676 à Tortone et mort le 22 mai 1755 à Turin), est un architecte et ingénieur militaire sardo-savoyard qui est resté célèbre pour ses interventions sur la citadelle d'Alessandria et sur les forts de la Brunetta (it), de Demonte, d'Exilles, et de Fenestrelle.

## Biographie
Ignazio Giuseppe Roveda est le fils de Gaspare Roveda, bourgeois de Tortone, et d'Antonia Francesca. Son père meurt alors qu'il était encore très jeune, et sa mère se remarie avec l'architecte Antonio Bertola qui l'adopte et lui donne son nom.
Dès 1706, il apparaît aux côtés de son père adoptif, occupé à la construction des défenses de la ville à la bataille de Turin.
En 1725, il est nommé « maître des fortifications » et en 1732, « premier ingénieur du roi. » Contrairement à son père adoptif qui ne reçut qu'à la fin de sa vie des grades militaires, il fait carrière dans les armées et devient successivement colonel d'infanterie (23 avril 1728), colonel en 1732, brigadier d'infanterie en 1735, major général en 1744, lieutenant général en 1745 et général d'infanterie en 1754.
En tant qu'architecte Ignazio Roveda Bertola participe, dès 1728, à la construction de la Citadelle d'Alessandria. Il est en partie responsable du projet de la forteresse de la Brunetta (it), à Suse, du fort d'Exilles, en 1738, et a dessiné et construit le fort de Demonte, en travers du col de Larche en 1744. Il est par ailleurs l'auteur des plans de la forteresse de Fenestrelle et intervient aussi en 1727 au fort Saint-Charles.
En 1739, il contribue à la création de la « Regia Scuola Teorica e Pratica d'Artiglieria e Fortificazione » (École royale d'artillerie et de fortification) de Turin dont il fut le premier directeur.
Le 2 mars 1742, il acquiert, pour la somme de 9 000 livres, le titre de « comte d'Exilles, ».

## Descendance
Ignazio Giuseppe Bertola et Maria Cavalleris di Groscavallo, son épouse eurent quatre enfants. L'aîné, Francesco Antonio Bertola, comte d'Exilles, fut nommé gouverneur de Fenestrelle, par lettres patentes du 7 juin 1775 et mourut à Turin en 1780.